# Swiss Triathlon
Swiss Triathlon est le nom de la fédération chargée de l'organisation, de la direction et du développement des sports enchainées relevant de la Fédération internationale de triathlon en Suisse. Elle gère également d'autres pratiques d'endurance enchainées. Fondée en 1985, elle a son siège à Ittigen dans le canton de Berne.

## Historique
Le nom de Swiss Triathlon est utilisé pour la première fois  en tant que première compétition longue distance organisée en Suisse. En octobre 1982, René Friedli, graphiste à Zurich fait partie des premiers européens avec Detlef Kühnel et Manuel Debus à participer à l'Ironman d'Hawaï. En 1983, le 23 juillet, il organise et met en œuvre le premier triathlon longue distance en Suisse qui est le second événement européen après le triathlon international de Nice, organisé par la société américaine IMG en novembre 1982. 66 triathlètes passent la ligne d'arrivée du Swiss Triathlon et de cette première édition. En 1984 et 1985 l'épreuve est de nouveau organisée avec près de 1 000 inscrits pour chaque édition. En 1986, l'édition est annulée par manque de participation, la concurrence d'une autre compétition, la Trans Swiss Triathlon ayant réduit le nombre de participants de l'épreuve première.
Swiss Triathlon en tant que fédération sportive est membre de l'association Swiss Olympic, de la Fédération internationale de triathlon (ITU) et de Fédération européenne de triathlon (ETU). Elle est aussi membre fondatrice de l'Association des pays francophones de triathlon (FraTri).